# Chelmsford City Football Club
Il Chelmsford City F.C. è un club calcistico inglese di Chelmsford, Essex, recentemente approdato in Conference South. I colori sociali sono rosso e bianco ed il terreno di gioco è il Melbourne Stadium.

## Storia
Il club nacque nel 1878 ed a partire dal 1922 iniziò a giocare sul terreno di New Writtle Street.
Ammessa alla Southern League, alla prima stagione sotto la direzione di Billy Walker la squadra arrivò al quarto turno di FA Cup, eliminando Darlington e Southampton prima di arrendersi fuori casa al Birmingham City F.C. di fronte a più di 44000 spettatori, mentre in campionato si piazzò al decimo posto.
Allo scoppio della Seconda guerra mondiale, nella stagione 1939-1940 il Chelmsford vinse la Eastern Section e raggiunse, perdendola, la finale di Southern League Cup. Grazie all'opera di Arthur Rowe la squadra si rimise poi in sesto, vincendo il campionato nella stagione 1945-1946 ed assicurandosi la Coppa di Lega. Nella stagione 1969-1970 ha raggiunto la semifinale di FA Trophy.
Nella stagione 1972-1973 nella FA Cup il Chelmsford eliminò in scioltezza Hillingdon Borough (2-0) e Telford United (5-0) prima di cedere per 1-3 all'Ipswich Town di fronte a 15.557 spettatori. Nel 1974 la giunta comunale non approvò un ambizioso piano di ristrutturazione dello stadio, che avrebbe comportato una spesa di 500.000 sterline. Nel 1983 il club partecipa alla Coppa Anglo-Italiana, perdendo con il punteggio di 4-2 la semifinale contro il Padova e successivamente anche la finale per il terzo e quarto posto contro i connazionali del Wycombe con il punteggio di 6-5 dopo i calci di rigore.
Una grave crisi finanziaria protrattasi a lungo negli anni fece sì che nel 1993 un gruppo di tifosi guidato da Trevor Wright si proponesse per l'acquisto del club, dopo l'abbandono da parte di Dennis Wakeling, che aveva perso al riguardo la battaglia legale. Il vecchio stadio di New Writtle Street venne messo all'asta. Fortunatamente, non tardò a manifestarsi la solidarietà e l'aiuto logistico di clubs vicini quali Maldon Town e Billericay Town distanti entrambi dieci miglia.
Nell'aprile del 2000 gli organi ispettivi della Dr. Martens League riconobbero al nuovo stadio i requisiti per ospitare incontri di categoria superiore.
Le squadre rivali, a livello locale, sono Braintree Town F.C., Grays Athletic e Thurrock F.C..

## Palmarès

### Competizioni nazionali
- Southern Football League: 3

1945-1946, 1967-1968, 1971-1972
- Isthmian League: 1

2007-2008

### Competizioni regionali
- London League: 1

1930-1931
- Southern Division
  - 1989
- Southern League Cup
  - 1946, 1960, 1991
- Non-League Champions Cup
  - 1972
- Eastern Floodlight Competition
  - 1967, 1975, 1978, 1982, 1983, 1987
- Essex Professional Cup
  - 1958. 1970, 1971, 1974, 1975
- Essex Senior Cup
  - 1986, 1989, 1993, 2003

### Altri piazzamenti
- National League South:

Terzo posto: 2009-2010, 2017-2018
- Southern Football League:

Secondo posto: 1948-1949, 1985-1986
Terzo posto: 1957-1958, 1983-1984
- Isthmian League:

Terzo posto: 2006-2007
- Coppa Anglo-Italiana:

Semifinalista: 1983

## Allenatori
- Billy Walker (1938)
- George Curtis (1953-1954)
- Paul Parker (2001-2003)
- Kenny Brown (2013) (interim)
- Dean Holdsworth (2013)
- Robbie Simpson (2020-)